# LIFE (YUI의 노래)
〈LIFE〉(라이프)는 일본 가수 YUI의 세 번째 싱글이다. 2005년 11월 9일에 소니 레코드에서 발매되었다. 이 음반의 제목은 모든 알파벳을 대문자로 하는 LIFE로 표기함을 원칙으로 한다.

## 곡 목록
1. LIFE
2. Crossroad
3. Tomorrow's way ~Yui Acoustic Version~
4. Life (Instrumental)

## 차트 기록
오리콘 싱글 차트
| 차트                  | 최고 순위 | 총 판매량 |
| --------------------- | --------- | --------- |
| 오리콘 주간 싱글 차트 | 9위       | 44,708    |

## 기타
이 앨범의 수록곡, LIFE는 일본 애니메이션 블리치 OP으로 채택되기도 했다.